# ستيوارت غودير
ستيوارت غودير هو عازف بيانو وملحن كندي، ولد في 1978 في تورونتو في كندا.

## وصلات خارجية
- الموقع الرسمي